# Parhelophilus versicolor
Parhelophilus versicolor là một loài ruồi trong họ Ruồi giả ong (Syrphidae). Loài này được Fabricius mô tả khoa học đầu tiên năm 1794. Parhelophilus versicolor phân bố ở vùng Cổ Bắc giới (Đan Mạch)